# Batalha de Queroneia (338 a.C.)
A Batalha de Queroneia foi uma batalha disputada por Filipe II, rei da Macedônia, contra o exército formado pela coligação entre as cidades gregas de Atenas e Tebas no ano de 338 a.C.. Filipe lutou contra uma nobreza turbulenta, as ligas lideradas por Atenas e Tebas, episódio que ficou conhecido para a posteridade como a batalha de Queroneia e que representou o fim da democracia ateniense e por arrastamento das outras cidades gregas, e de uma certa concepção de liberdade e uma revolução na arte da guerra.

## Organização para a batalha
No dia 2 de agosto de 338 a.C., Filipe II da Macedônia dispôs suas forças de infantaria e cavalaria diante da coalizão grega na planície de Queroneia. Filipe contava com cerca de 25 mil infantes e 5 mil cavaleiros.
À sua esquerda, Filipe dispusera dois grupos de escudeiros. No meio, havia posto doze batalhões de falange, perfilados em cinco fileiras. Na esquerda, encontrava-se toda a cavalaria dos heteros, onde se encontrava seu filho, Alexandre o Grande.

### A batalha
Filipe avançou pela planície, seguido pelos dois agrupamentos de escudeiros que posicionara à sua direita. As tropas entrechocaram-se e entraram em um embate violento. Após algum tempo, Filipe pôs sua estratégia em ação e ordenou que os batalhões recuassem.
Convencidos da vitória, os atenienses se lançaram a uma perseguição aos macedônios. A situação ficou ainda mais agravada quando os macedônios se viraram e correram livremente, como se fugissem realmente do embate. Convencidos, os inimigos avançaram mais ainda, quando foram atingidos pela esquerda pelos doze batalhões de falange dirigidos por Parmênio.
Mesmo com todos os esforços dos tebanos para livrá-los do cerco, as primeiras formações dos macedônios já haviam se infiltrado entre as primeiras linhas atenienses e o extremo flanco esquerdo tebano. Filipe conseguira separar os dois exércitos, e agora ordenava o ataque com muito cuidado, para que a vitória não lhe escapasse.

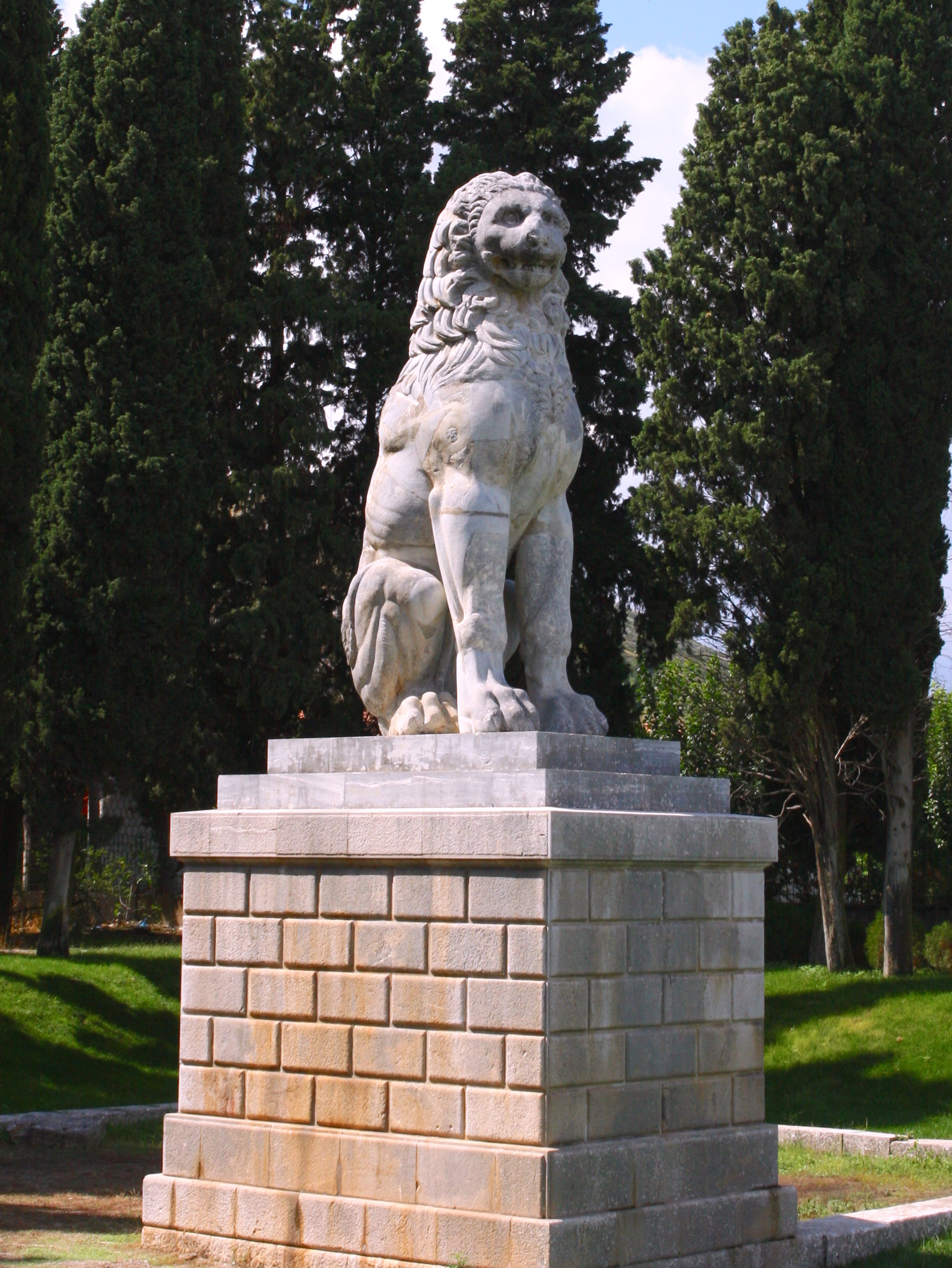
O Leão de Queroneia.

No centro, o primeiro batalhão macedônio já avançava com velocidade. No primeiro desnível, os pezeteros se deram contra os tebanos e os desbarataram sem mesmo entrar em contato com eles. Filipe ordenou o ataque da cavalaria, chamada de "Ponta". Esta se atirou, sob o comando de Alexandre, na direção do Batalhão Sagrado dos tebanos. O Batalhão Sagrado, temido entre todos os outros, logo fincou as ponteiras das lanças no chão, a fim de suportar a carga de cavalaria, porém os macedônios soltaram uma saraivada de dardos em rápida sucessão, o que os forçou a lutar sem proteção (já que os seus escudos já estavam crivados de dardos).
A "Ponta" conseguiu realizar uma manobra decisiva, destacando o Batalhão do corpo central do exército tebano, empurrando-o lentamente contra as falanges. Flanqueados e lançados contra as ponteiras da falange, os membros do Batalhão Sagrado tombaram um a um.
Ao final do dia, mil atenienses haviam morrido e dois mil foram capturados. As perdas mais pesadas foram para os batalhões tebanos e seus aliados aqueus, que foram atirados pela Ponta contra as falanges, após a destruição do Batalhão Sagrado, causando uma carnificina.
Para homenagear os mortos, pouco depois foi erguido um monumento, conhecido como o Leão de Queroneia.

## Análise
Sexto Júlio Frontino resume a estratégia de Filipe II: por saber que seus soldados eram bem experientes, e que os atenienses estavam empolgados, mas não eram treinados, ele prolongou ao máximo o confronto e, quando os atenienses se cansaram, atacou com mais violência os destroçou.

## Consequências
O comandante das forças atenienses, Lícicles, foi condenado à morte, com base em um discurso de Licurgo de Atenas.